# II型细胞因子受体
II型细胞因子受体（英語：Type II cytokine receptor）是一种表达在某些细胞表面的跨膜蛋白。它们与一组特定的细胞因子结合并对其作出反应，包括I型干扰素、II型干扰素、III型干扰素 和白细胞介素-10家族成员。它是两大类细胞因子受体之一，和I型细胞因子受体相比这些受体的特点是缺乏WSXWS基序，这与I型细胞因子受体不同。

## 结构
通常，II型细胞因子受体是具有高亲和力和低亲和力成分的异二聚体或多聚体。这些受体主要通过其由串联 Ig 样结构域组成的细胞核外部分的序列相似性而相关。干扰素类型 I、II 和 III 的受体细胞核外结构域的结构都是已知的。
II 型细胞因子受体是酪氨酸激酶连接受体。II 型细胞因子受体的细胞内域通常与属于Janus激酶 (JAK 家族) 的酪氨酸激酶相关。受体结合通常会导致经典JAK-STAT信号通路的激活。

## 类型
II型细胞因子受体包括与干扰素结合的受体和与白细胞介素-10家族成员（白细胞介素-10、白细胞介素-20、白细胞介素-22 和白细胞介素-28）结合的受体。 特定受体种类的表达在不同的组织类型中变化很大，一些受体普遍表达，而一些受体仅在特定组织中表达。